# Victor Borge
Victor Borge, pseudonimo di Børge Rosenbaum (Copenaghen, 3 gennaio 1909 – Greenwich, 23 dicembre 2000), è stato un musicista e comico danese naturalizzato statunitense.
È stato in particolare un comico musicale, che sfruttava le ottime capacità di pianista ai fini di intrattenimento, alternando monologhi a scherzi in musica e a sprazzi di autentico pianismo classico. È spesso ricordato anche come il Principe dei Clown di Danimarca e Il Grande Danese. 

## Biografia

### Gioventù e carriera
Nacque col nome Børge Rosenbaum in Copenaghen, Danimarca, da una famiglia ebrea. I genitori, Bernhard e Frederikke Rosenbaum, erano entrambi musicisti (il padre era violinista nella "Reale cappella danese", mentre la madre suonava il pianoforte). Già all'età di tre anni Børge suonava il piano quasi come sua madre e fu presto chiaro che il piccolo era un giovane talento. Debuttò nel suo primo recital pianistico all'età di soli 8 anni, e nel 1918 si aggiudicò un viaggio all'Accademia Reale Danese di Musica, studiando con Olivo Krause. Più avanti studiò con Victor Schioler, con Frederic Lamond, allievo di Liszt, e con il pupillo di Busoni, Egon Petri.
Børge Rosenbaum suonò il suo primo importante concerto nel 1926 nella sala da concerto Odd Fellow Palaeet. Dopo pochi anni trascorsi come concertista classico, cominciò a caratterizzarsi attraverso una innovativa e personale miscela di musica e comicità. Si sposò con Elsie Chilton nel 1933. Viaggiò largamente in Europa, e oltre alla comicità musicale non mancò di mettere alla berlina il nazismo allora appena arrivato al potere in Germania.
Quando i nazisti, nel 1940, durante la seconda guerra mondiale, occuparono la Danimarca, Borge era in tournée  in Svezia e così fu in grado di fuggire in Finlandia. Da lì partì per l'America a bordo della USS American Legion, ultima nave passeggeri neutrale a lasciare la Finlandia da Petsamo. Arrivò in America con soli venti dollari, tre dei quali andarono subito spesi alla dogana. In seguito, travestito da marinaio, Borge una volta ritornò in Danimarca durante l'occupazione per visitare la madre morente.

### Negli Stati Uniti
Sebbene Børge Rosenbaum non parlasse una sola parola d'inglese, riadattò i suoi spettacoli per il pubblico statunitense, imparando l'inglese guardando film. Cambiò il suo nome in Victor Borge e nel 1941 cominciò a lavorare nello show della radio di Rudy Vallee, ma fu presto assunto da Bing Crosby per il suo Kraft Music Hall.
Da allora divenne tutto più semplice per Borge che nel 1942 vinse il premio per il Miglior Artista Esordiente alla Radio. Poco dopo gli venne offerto un ruolo in un film con star del livello di Frank Sinatra (in Higher and Higher). Invece attraverso il Victor Borge Show sulla NBC a partire dal 1946, Borge sviluppò alcune delle sue originali caratteristiche, come suonare mentre è distratto da altro, interagire direttamente con il pubblico oppure cominciare a suonare un brano classico, per esempio il Chiaro di Luna di Beethoven, e improvvisamente passare a un motivetto semplice e popolare, come Tanti Auguri.